# Panopea worthingtoni
Panopea worthingtoni is een uitgestorven tweekleppige uit de familie van de Hiatellidae. De wetenschappelijke naam van de soort werd in 1873 gepubliceerd door Frederick Wollaston Hutton.

## Verspreiding
Oorspronkelijk door Hutton beschreven als Lake Wakatipu en Broken River.